# Pontonema yaenae
Pontonema yaenae är en rundmaskart som beskrevs av John Inglis 1964. Pontonema yaenae ingår i släktet Pontonema och familjen Oncholaimidae. Inga underarter finns listade i Catalogue of Life.